# Arcadie (revue)
Pour les articles homonymes, voir Arcadie (homonymie).
Arcadie est une revue gay militante, se disant alors « homophile », ayant existé de 1954 à 1982. Créée par André Baudry avec le soutien de Roger Peyrefitte et Jean Cocteau, elle publiait onze numéros par an (dont numéro double en juillet-août). Dans toute son existence, la revue a édité 314 numéros (et aussi quelques tirages hors série en plus). 
Le nombre de ses abonnés oscillait entre 1 300 et 10 000. Son abonnement permettait d'intégrer l'association Arcadie, et d’entrer dans le local du 61 de la rue du Château-d’Eau (Paris 10e), le seul de France où on pouvait, dans les années 1950 et 1960, danser entre personnes de même sexe.

## Historique
Le premier numéro d’Arcadie est daté de janvier 1954. Au début de sa deuxième année, en janvier 1955, ils choisirent de numéroter à nouveau en partant de 1, mais reprirent en cours d'année (en mai 1955 avec le numéro marqué "17/5", puis en juin 1955 avec le numéro "18", etc.) une numérotation plus logique et plus simple, comptant à nouveau à partir du premier numéro de la revue début 1954. Chaque parution faisait de 56 à 70 pages, selon les années. La revue proposa assez vite ses parutions reliées, souvent regroupées par année civile.
Arcadie est interdite aux mineurs dès 1954, et censurée, malgré sa ligne très sage. Son directeur, André Baudry, fut poursuivi en 1955 pour outrage aux bonnes mœurs. Baudry sera condamné à une amende de 400 000 francs mais afin de ne pas effrayer les membres d'Arcadie, il affirmera longtemps ne pas avoir été condamné. En 1960, à la promulgation de l'amendement Mirguet, comptant l'homosexualité parmi les « fléaux sociaux », il supprima les petites annonces de rencontres et les photographies d'hommes dans la revue, de crainte qu'elle soit frappée d'interdiction. 
Pendant la dictature franquiste, la revue aide le militant catalan Armand de Fluvià à éditer en Espagne le bulletin AGHOIS (Agrupación Homosexual para la Igualdad Sexual), périodique clandestin du Movimiento Español de Liberación Homosexual en faveur des droits.  
L'arrivée de la gauche au pouvoir en mai 1981 avec l'élection de François Mitterrand (même si André Baudry refusa alors de donner des consignes de vote, a contrario des autres associations et médias pour gays et lesbiennes), deux revendications majeures allaient être réalisées rapidement : la fin du fichier d'homosexuels à la préfecture de police de Paris (et aussi en région Provence-Alpes-Côte d'Azur) et l'alignement de la majorité sexuelle pour les homosexuels, l'ensemble étant généralement décrit comme « dépénalisation de l'homosexualité ». La publication de la revue cessa en août 1982 avec le no 344 (numéro estival triple) après 29 années de parution, faute notamment pour le fondateur d'avoir trouvé une équipe prenant sa suite pour la revue. 
La collection complète de la revue est très difficile à trouver et consulter pour le grand public. Le Centre LGBT Paris-Île-de-France possède, fin 2021, près de 95% de tous les numéros édités. Elle est également consultable à la Bibliothèque historique de la Ville de Paris.